# Yrsa Sigurðardóttir
Yrsa Sigurðardóttir (* 24. srpna 1963 Reykjavík) je islandská spisovatelka, autorka románů pro děti a mládež a detektivek.

## Život
Rodačka z Reykjavíku ukončila 1983 gymnasium Menntaskólinn í Reykjavík, studovala stavební inženýrství na Islandské univerzitě, které ukončila titulem B. C. a pokračovala na Concordia University v Montrealu, kde v roku 1997 získala akademický titul Master of Science. Několik let pracovala jako inženýrka pro společnost Fjarhitun. Čtyři roky byla technickou vedoucí v mezinárodním týmu pro velký evropský elektrárenský projekt na východě Islandu u Kárahnjúkar Damm. V odlehlém pracovním táboře se zde ve volné čase v 1998 začala věnovat literatuře. Se svým manželem a dvěma dětmi bydlí v Seltjarnernes u Reykjavíku a vede úspěšně dvojí život spisovatelky a inženýrky.

## Tvorba
Napsala 5 románů pro děti a mládež (Þar lágu Danir í því – 1998; Við viljum jólin í júlí – 1999; Barnapíubófinn, Búkolla og bókarránið - 2000; B 10 – 2001; Biobörn - 2003), 2 z nich získaly islandské ocenění za literaturu (v 2000 cenu IBBY a v 2003 the Icelandic Children's book award. Jde o vzrušující a zábavné příběhy, překypující humorem a radostí z vyprávění.
Detektivní romány
- 2005 – Þriðja táknið (Poslední rituál – 2007, Last Rituals – 2009, Das letzte Ritual – 2006)
- 2006 – Sér grefur gröf (Mrazivé světlo – 2008, My Soul to Take – 2010, Das gefrorene Licht – 2007)
- 2007 – Aska (Žhavý hrob – 2010, Ashes to Dust – 2010, Das glühende Grab – 2008)
- 2008 – Auðnin (Led v žilách – 2011, The Day is Dark – 2011, Die eisblaue Spur – 2009)
- 2009 – Horfðu á mig (Ohnivý anděl – 2013, Someone to Watch Over Me – 2013, Feuernacht – 2010)
- 2010 – Ég man þig (I Remember You - 2012, Geisterfjord – 2011)
- 2011 – Brakið (Plavba smrti – 2014, The Silence of the Sea – 2014, Todesschiff – 2012)
- 2012 – Kuldi (The Undesired, Seelen im Eis – 2013)
- 2013 – Lygi (The Exchange, Nebelmord – 2014)
- 2014 – DNA (DNA – 2017)
- 2015 – Sogið (Černá díra – 2018)
- 2016 – Aflausn (Katarze – 2019)
- 2017 – Gatið (Poprava – 2021)

Prvních pět románů a sedmý „Brakið“ (Plavba smrti) tvoří sérii označovanou Tóra Gudmunsdottir, jsou volně propojeny postavou advokátky Tóry Gudmunsdottir a jejího německého přítele Matthiase, bývalého policisty. V dramatických napínavých detektivních příbězích hrají podstatnou roli i nevyřešená tajemství minulosti. Atraktivitu dosahuje autorka zobrazením neotřelého osobitého islandského prostředí a neopomíjí náznaky severské mystiky jako přitažlivou kulisu událostí. Tóra ani Matthias nedisponují nadpozemskými vlastnostmi superhrdinů ani geniálními technickými pomůckami. Je to sympatická realistická dvojice v uvěřitelných přesto dech beroucích příbězích.
Další knihy jsou samostatné detektivní romány, ve kterých jsou pro děj důležité záhadno a nadpřirozené jevy. „Ég man þig“ přináší dvojici vyšetřovatelů - policistku Dagný a psychologa Freyra. V „Kuldi“ je hlavní postavou Óðinn a jeho okolí. V „Lygi“ se odvíjí několik zdánlivě nesouvisejících příběhů – záhadná zmizení, sebevražda. Vše se navzájem propojí až v samém závěru.
Detektivky se těší veliké popularitě. Debutový Poslední rituál byl přeložen do více než 30 jazyků a v žebříčku prodejnosti přeskočil dokonce Dana Browna. Yrsa Sigurðardóttir bývá označovaná za islandskou odpověď na Stiega Larssona. V květnu roku 2006 Yrsa navštívila pražský knižní veletrh Svět knihy.
V roce 2010 byla nominovaná na cenu společnosti The Private Eye Writers of America za Mrazivé světlo.

## Česká vydání
- Poslední rituál – Metafora Praha 2007, ISBN 978-80-7359-059-8
- Mrazivé světlo – Metafora Praha 2008, ISBN 978-80-7359-160-1
- Žhavý hrob – Metafora Praha 2010, ISBN 978-80-7359-207-3
- Led v žilách – Metafora Praha 2011, ISBN 978-80-7359-319-3
- Ohnivý anděl – Metafora Praha 2013, ISBN 978-80-7359-393-3
- Plavba smrti – Metafora Praha 2014, ISBN 978-80-7359-448-0
- Pamatuji si vás všechny – Metafora Praha 2016, ISBN 978-80-7359-471-8
- DNA – Metafora Praha 2017, ISBN 978-80-7359-536-4
- Černá díra – Metafora Praha 2018, ISBN 978-80-735-9557-9
- Katarze – Metafora Praha 2019, ISBN 978-80-7359-916-4
- Poprava – Metafora Praha 2021, ISBN 978-80-7625-081-9
- Panenka - Metafora Praha 2022, ISBN 978-80-7625-080-2
- Ticho - Metafora Praha 2022, ISBN 978-80-7625-082-6
- Kořist - Metafora Praha 2023, ISBN 978-80-7625-201-1
- Není úniku - Metafora Praha 2023, ISBN 978-80-7625-263-9
- Hrob - Metafora Praha 2023, ISBN 978-80-7625-264-6